# Mặc Thế Nhân
Mặc Thế Nhân (1939 - 8 tháng 8 năm 2025), tên khai sinh là Phan Công Thiệt, là một nhạc sĩ nhạc vàng và cựu ký giả trước 1975 tại miền Nam Việt Nam. Ông có nhiều nghệ danh khi sáng tác nhạc là Nhã Uyên, Phan Trần, Trùng Dương và khi làm ký giả thì dùng bút danh Mộng Thu và Giáng Ái Sĩ. Nhiều sáng tác của ông phổ biến và được yêu thích cho đến tận nay như "Cho vừa lòng em", "Mùa xuân cưới em", "Em về với người",...

## Cuộc đời và sự nghiệp
Ông sinh năm 1939 trong một gia đình tầng lớp trung lưu tại Gò Vấp, tỉnh Gia Định. Về bút danh Mặc Thế Nhân, ông lý giải có nghĩa là "Góp giọt mực cho đời" chứ không phải theo nghĩa đen như nhiều người nhầm tưởng. 
Năm 13 tuổi, ông đã tham gia văn nghệ học đường và bắt đầu học nhạc lúc 17 tuổi với các nhạc sĩ Thẩm Oánh, Hùng Lân, Nguyễn Cầu, Nguyễn Quý Lãm, Xuân Bình ở trường Ca Vũ Nhạc Phổ Thông Sài Gòn. Ròng rã hai năm trời thụ mãn, ông ra trường và gia nhập ban Hoa Niên. Ngoài ra ông còn hợp tác với ban đàn dây Xuân Bình trình diễn trên làn sóng truyền thanh.
Cũng ở thời gian này ông đứng ra điều khiển và thành lập các ban văn nghệ Thông tin Quận I, Tổng hội Sinh Viên Học Sinh Đô Thành và ban Luân Vũ để đi trình diễn lưu động cho các hoạt động của chánh quyền. Ông cũng nhận dạy nhạc lý cho một trường tư thục trong đô thành Sài Gòn và rèn luyện cho một vài ca sĩ.
Nhạc phẩm đầu tay của ông là bản "Trăng quê hương" được xuất bản vào năm 1958. 
Ông là một ký giả tân nhạc kịch trường, cộng tác với nhật báo Lẽ Sống, tuần báo Bình Dân với bút danh Mộng Thu và Giáng Ái Sĩ. Ông cũng là một kịch sĩ trong ban kịch Hải quân Việt Nam Cộng hòa.
Đến thập niên 1970, ông thực hiện loạt băng nhạc Nhã Ca và mở lớp nhạc tại khu Đa Kao, quận Nhứt, Sài Gòn.
Sau 1975, ông vẫn còn đang thường trú tại Thành phố Hồ Chí Minh cho đến khi từ trần.

## Nhầm lẫn
Bài "Cho vừa lòng em" lần xuất bản đầu tiên có tên là "Cho em vừa lòng" tuy được Mặc Thế Nhân giới thiệu là bài hát tâm đắc nhất của ông nhưng không được giới mộ nhạc chú ý. Ông đã nhờ nhạc sĩ Nhật Ngân sửa lời lại và ký tên là Phan Trần (tức Phan Công Thiệt và Trần Nhật Ngân). Ngoài ra có 3 bài nữa cũng ký tên Phan Trần là "Một lần dang dở", "Cho người vào cuộc chiến" và "Cánh bướm đa tình".
Bài Ngày xuân vui cưới của ca nhạc sĩ Quốc Anh nhưng có người nhầm là của Mặc Thế Nhân.
Bài "Trả lại anh" (trích lời: "Trả lại anh đêm dài chung đôi bóng dưới trăng sao...") thật ra là bài "Trả lại" của Mạc Phong Linh - Dạ Cầm.
Bài "Chuyện buồn tình yêu" thật ra là bài "Chia ly" của Đỗ Lễ.

## Tác phẩm
Danh sách này không đầy đủ, bạn cũng có thể giúp mở rộng danh sách.
- An phận
- Áo trắng má hồng[6]
- Bài ca dâng thương đế[7]
- Bài thơ vu quy [8]
- Biển động
- Cánh bướm đa tình [9]
- Chỉ biết rằng yêu em
- Chiều mưa anh đưa em về
- Cho một người đi xa
- Cho người vào cuộc chiến [9] (1971)
- Cho vừa lòng em [9] (1971)
- Còn gì để nhớ
- Đêm nằm cao ốc (1969)[10]
- Điệu buồn của Thúy
- Đường trần còn ai đó không (1968)
- Đừng
- Gửi người tôi thương
- Em còn nhớ không
- Em đã đi rồi
- Em đi trong mùa thu
- Em về bên đó
- Em về với người [8]
- Giấc mơ tiên [8]
- Gió lộng tiền đồn [11]
- Gọi đời
- Giọt sầu [8]
- Giữa lòng thế kỷ [12]
- Hỏi bạn ngày xuân [13]
- Kẻ chân mây (1969)[10]
- Khi tình yêu lên tiếng
- Khóm trúc lầu mây
- Lãng tử (1973)[14]
- Lời hẹn đầu xuân[10]
- Lời ru của mẹ (1966)
- Một lần dang dở[9]
- Một lần yêu một lần sầu
- Một loài hoa mang tên em
- Một lời cho em [7]
- Mưa biển[15]
- Mùa xuân cưới em (1971)
- Nếu anh nghèo em yêu anh không?(1971)[10]
- Ngày xưa bây giờ
- Ngọt ngào hương vị tình yêu [16]
- Người em hải đảo[17]
- Nhã ca
- Nhìn đời
- Những ngày cắm trại
- Những ngày chiến cuộc
- Nếu có em
- Nụ xuân hồng
- Quê hương tìm giấc ngủ
- Rồi một ngày (1961)[18]
- Ru em tròn giấc ngủ (1968)
- Ru em vào mộng
- Say sóng
- Sầu đất tổ (1960)
- Sầu nhân thế (1960)[18]
- Ta quên nhau được sao?[10]
- Tàu neo bến lạ (1969)
- Tháng mấy trời mưa? (1971)
- Thế hãy còn xa lắm (1960)
- Thôi nín đi em[7]
- Thuở vàng son[19]
- Thủy thủ ca
- Thư về em gái Dạ Lan
- Thi sĩ với mùa thu
- Tiễn người ra khơi
- Tiếng vạc sầu đêm
- Tình ca bọt biển [20]
- Tình tôi với người
- Tôi thề tôi chẳng yêu ai [9]
- Tôi thương tiếng hát học trò [7]
- Tôi sinh nhầm thế kỷ
- Trăng quê hương (1958)[18]
- Trả tôi về (1968)
- Tròn tuổi thôi nôi
- Trời cao cho cánh chim bay
- Trùng dương vương mắt em[21]
- Tương tư (10 bài)
- Viết nửa đêm
- Vòng tay yêu
- Vùng biển trời và màu áo em [22]
- Vùng ngự trị
- Vui tàn ánh lửa[18]
- Xả trại
- Xin em đừng hờn
- Xích lại gần anh tí nữa